# Boronia anceps
Boronia anceps är en vinruteväxtart som beskrevs av Paul G. Wilson. Boronia anceps ingår i släktet Boronia och familjen vinruteväxter. Inga underarter finns listade i Catalogue of Life.